# Jaffrey (New Hampshire)
Jaffrey – miasto w Stanach Zjednoczonych, w stanie New Hampshire, w hrabstwie Cheshire.